# Benoît Moreillon
Pour les articles homonymes, voir Moreillon (homonymie).
Benoît Moreillon, né le 2 mars 1993, est un vidéaste web et chroniqueur de radio suisse. Sous le pseudo Diablox9, il est notamment l'un des premiers youtubeurs francophones,.

## Biographie

### Diablox9
En 2007, à 14 ans, il crée une chaîne Dailymotion pour y diffuser des vidéos de let's play,.
En 2010, il crée sa chaîne YouTube et se spécialise notamment dans les vidéos de jeux FPS tactique, tels que les séries Call of Duty et Battlefield,.
De juin à novembre 2011, il tient une chronique Les parties multi de Diablox9 pour jeuxvideo.com,. 
En 2012, il annonce quitter son école de commerce pour se consacrer à son activité sur YouTube, puis réalise des vidéos pour Gameblog. Sa chaîne YouTube compte en juin 145 millions de vues et plus de 550 000 abonnés et à ce titre le magazine Bilan le considère comme une des personnalités suisses les plus influentes de l'année. Par ailleurs, fin 2012, il est le premier youtuber francophone spécialisé dans les jeux vidéo à dépasser le million d'abonnés sur la plateforme, avant Squeezie,. La même année, une étude de l'Agence française pour le jeu vidéo révèle que sa popularité dépasse celle de jeuxvideo.com.
En 2013, il est l'un des premiers youtubers à réaliser des partenariats commerciaux avec des marques et couvre le Tokyo Game Show et l'Electronic Entertainment Expo. Il possède toujours la chaîne de jeux vidéo francophone la plus suivie, avec deux millions d'abonnés. Cependant, il commence à se mettre en retrait et disparaît peu à peu de la plateforme, mettant notamment en cause des problèmes personnels et le harcèlement dont il est victime sur les réseaux sociaux du fait de sa position. 
En 2014, il travaille pour Télé-Loisirs dans le cadre d'une chronique intitulée Une partie avec Diablox9 où il joue avec des personnalités telles que Pierre Ménès. 
En novembre 2015, il annonce un retour sur la plateforme YouTube avant de la quitter à nouveau peu après,. 

### Reconversion
De 2016 à 2018, il réalise des chroniques high-tech dans l’émission « Point barre » sur Couleur 3, une station de radio de Suisse romande, son contrat n'étant pas reconduit à la suite d'absences non justifiées.

### «Retour» en mars 2023
Lors de l’édition 2021 du Zevent, un des objectifs de donation de Gotaga était de tenter d’organiser une soirée avec Diabl0x9 dans le but de reprendre de ses nouvelles, lui qui n’en donnait plus depuis un certain temps. L’objectif de donation fixé a été largement atteint. 
Ce n’est que le 14 mars 2023, plus d’un an après, que Gotaga annonce sur son Twitter le retour tant attendu de Diabl0x9. 2 lives Twitch sont annoncés. Le premier direct a eu lieu le 20 mars 2023. Il s’agissait d’une « Soirée CoD Old School » avec comme invités WaRTeK, CodJordan23 et Diabl0x9 sur la chaîne Twitch de Gotaga. Le deuxième direct a eu lieu le lendemain, le 21 mars 2023, sur la chaîne Twitch de Zack Nani.